# La Classique Morbihan 2021
La 6e édition de La Classique Morbihan a eu lieu le 15 octobre 2021. La course fait partie du calendrier international féminin UCI 2021 en catégorie 1.1. Elle est remportée par l'Italienne Sofia Bertizzolo.

## Équipes
| UCI Women's WorldTeams (3)- FDJ-Nouvelle Aquitaine-Futuroscope - Liv Racing - Movistar Team Équipes féminines continentales (7)- Arkéa Pro Cycling Team - BePink - Macogep Tornatech Girondins de Bordeaux - NXTG Racing - Parkhotel Valkenburg - Stade Rochelais Charente-Maritime Women Cycling - Valcar-Travel & Service Équipe nationale- Slovénie Équipe féminines amateur (5)- Breizh Ladies - Elles-Groupama-Pays de la Loire - St Michel-Auber 93 - Torelli-Assure-Cayman Islands-Scimitar - VC Morteau Montbenoit Équipe régionale et de club- Centre mondial du Cyclisme |
| |

## Récit de course
Dans le final, Sofia Bertizzolo sort seule. Elle n'est plus reprise. Derrière, Valentine Fortin règle le sprint du peloton.

## Classements

### Classement final
| \| Classement général \| Classement général \| Classement général \| Classement général \| Classement général \| \| Coureuse \| Coureuse \| Pays \| Équipe \| Temps \| \| ------------------ \| --------------------- \| ------------------ \| ---------------------------------- \| ------------------ \| \| 1re \| Sofia Bertizzolo \| Italie \| Liv Racing \| 3 h 01 min 21 s \| \| 2e \| Valentine Fortin \| France \| St Michel-Auber 93 \| + 9 s \| \| 3e \| Chiara Consonni \| Italie \| Valcar-Travel & Service \| + 9 s \| \| 4e \| Eugenia Bujak \| Slovénie \| Alé BTC Ljubljana \| + 9 s \| \| 5e \| Nina Buysman \| Pays-Bas \| Parkhotel Valkenburg \| + 9 s \| \| 6e \| Silvia Zanardi \| Italie \| Bepink \| + 9 s \| \| 7e \| Lotte Kopecky \| Belgique \| Liv Racing \| + 9 s \| \| 8e \| Lucie Jounier \| France \| Arkéa Pro Cycling Team \| + 9 s \| \| 9e \| Cecilie Uttrup Ludwig \| Danemark \| FDJ-Nouvelle Aquitaine-Futuroscope \| + 9 s \| \| 10e \| India Grangier \| France \| Stade Rochelais Charente-Maritime \| + 9 s \| |                       |          |                                    |                 |
| |                       |          |                                    |                 |
| Source : ProCyclingStats |                       |          |                                    |                 |
| Classement général |                       |          |                                    |                 |
| Coureuse | Coureuse              | Pays     | Équipe                             | Temps           |
| 1re | Sofia Bertizzolo      | Italie   | Liv Racing                         | 3 h 01 min 21 s |
| 2e | Valentine Fortin      | France   | St Michel-Auber 93                 | + 9 s           |
| 3e | Chiara Consonni       | Italie   | Valcar-Travel & Service            | + 9 s           |
| 4e | Eugenia Bujak         | Slovénie | Alé BTC Ljubljana                  | + 9 s           |
| 5e | Nina Buysman          | Pays-Bas | Parkhotel Valkenburg               | + 9 s           |
| 6e | Silvia Zanardi        | Italie   | Bepink                             | + 9 s           |
| 7e | Lotte Kopecky         | Belgique | Liv Racing                         | + 9 s           |
| 8e | Lucie Jounier         | France   | Arkéa Pro Cycling Team             | + 9 s           |
| 9e | Cecilie Uttrup Ludwig | Danemark | FDJ-Nouvelle Aquitaine-Futuroscope | + 9 s           |
| 10e | India Grangier        | France   | Stade Rochelais Charente-Maritime  | + 9 s           |

### Points UCI
| Position           | 1er | 2e | 3e | 4e | 5e | 6e | 7e | 8e | 9e | 10e | 11e | 12e | 13e à 15e | 16e à 25e |
| Classement général | 125 | 85 | 70 | 60 | 50 | 40 | 35 | 30 | 25 | 20  | 15  | 10  | 5         | 3         |

## Liste des participantes
| FDJ-Nouvelle Aquitaine-Futuroscope FDJ | FDJ-Nouvelle Aquitaine-Futuroscope FDJ | FDJ-Nouvelle Aquitaine-Futuroscope FDJ |
| -------------------------------------- | -------------------------------------- | -------------------------------------- |
| Num                                    | Coureuse                               | Pos                                    |
| 1                                      | Marta Cavalli (ITA)                    | 21e                                    |
| 2                                      | Stine Borgli (NOR)                     | 41e                                    |
| 3                                      | Maëlle Grossetête (FRA)                | 28e                                    |
| 4                                      | Marie Le Net (FRA)                     | 18e                                    |
| 5                                      | Cecilie Uttrup Ludwig (DEN)            | 9e                                     |
| 6                                      | Victorie Guilman (FRA)                 | 36e                                    |

| Liv Racing LIV | Liv Racing LIV              | Liv Racing LIV |
| -------------- | --------------------------- | -------------- |
| Num            | Coureuse                    | Pos            |
| 11             | Sofia Bertizzolo (ITA)      | 1re            |
| 14             | Lotte Kopecky (BEL) (route) | 7e             |
| 15             | Ayesha McGowan (USA)        | 51e            |
| 16             | Pauliena Rooijakkers (NED)  | 43e            |

| Movistar Team MOV | Movistar Team MOV         | Movistar Team MOV |
| ----------------- | ------------------------- | ----------------- |
| Num               | Coureuse                  | Pos               |
| 21                | Aude Biannic (FRA)        | 46e               |
| 22                | Jelena Erić (SRB) (route) | 48e               |
| 23                | Sheyla Gutiérrez (ESP)    | AB                |
| 24                | Paula Patiño (COL)        | 44e               |
| 25                | Gloria Rodríguez (ESP)    | 47e               |
| 26                | Alba Teruel (ESP)         | 45e               |

| Arkéa Pro Cycling Team ARK | Arkéa Pro Cycling Team ARK    | Arkéa Pro Cycling Team ARK |
| -------------------------- | ----------------------------- | -------------------------- |
| Num                        | Coureuse                      | Pos                        |
| 31                         | Pauline Allin (FRA)           | 35e                        |
| 32                         | Gladys Verhulst (FRA)         | 34e                        |
| 33                         | Lucie Jounier (FRA)           | 8e                         |
| 34                         | Typhaine Laurance (FRA)       | 50e                        |
| 35                         | Marie-Morgane Le Deunff (FRA) | 31e                        |

| Bepink BPK | Bepink BPK             | Bepink BPK |
| ---------- | ---------------------- | ---------- |
| Num        | Coureuse               | Pos        |
| 41         | Nadia Quagliotto (ITA) | 13e        |
| 42         | Silvia Valsecchi (ITA) | 59e        |
| 43         | Lara Crestanello (ITA) | AB         |
| 44         | Prisca Savi (ITA)      | 60e        |
| 45         | Silvia Zanardi (ITA)   | 6e         |
| 46         | Matilde Vitillo (ITA)  | 58e        |

| Macogep Tornatech MTG | Macogep Tornatech MTG   | Macogep Tornatech MTG |
| --------------------- | ----------------------- | --------------------- |
| Num                   | Coureuse                | Pos                   |
| 51                    | Morgane Coston (FRA)    | 23e                   |
| 52                    | Lucie Liboreau (FRA)    | 54e                   |
| 53                    | Balladyne Tritsch (FRA) | AB                    |
| 54                    | Cindy Pomares (FRA)     | 33e                   |
| 55                    | Andrea Martinez (MEX)   | 52e                   |

| NXTG Racing NXG | NXTG Racing NXG      | NXTG Racing NXG |
| --------------- | -------------------- | --------------- |
| Num             | Coureuse             | Pos             |
| 62              | Britt Knaven (BEL)   | 39e             |
| 63              | Charlotte Kool (NED) | 12e             |
| 64              | Ilse Pluimers (NED)  | 25e             |
| 65              | Maud Rijnbeek (NED)  | 26e             |
| 66              | Maureen Arens (NED)  | 38e             |

| Parkhotel Valkenburg PHV | Parkhotel Valkenburg PHV | Parkhotel Valkenburg PHV |
| ------------------------ | ------------------------ | ------------------------ |
| Num                      | Coureuse                 | Pos                      |
| 71                       | Nina Buysman (NED)       | 5e                       |
| 72                       | Marit Raaijmakers (NED)  | 19e                      |
| 73                       | Belle De Gast (NED)      | AB                       |
| 74                       | Lieke Nooijen (NED)      | 64e                      |
| 75                       | Sofie van Rooijen (NED)  | 42e                      |
| 76                       | Rachel Neylan (AUS)      | AB                       |

| Stade Rochelais Charente-Maritime CMW | Stade Rochelais Charente-Maritime CMW | Stade Rochelais Charente-Maritime CMW |
| ------------------------------------- | ------------------------------------- | ------------------------------------- |
| Num                                   | Coureuse                              | Pos                                   |
| 81                                    | Maëva Squiban (FRA)                   | 14e                                   |
| 83                                    | India Grangier (FRA)                  | 10e                                   |
| 84                                    | Coralie Demay (FRA)                   | 61e                                   |
| 85                                    | Noémie Abgrall (FRA)                  | AB                                    |

| Valcar-Travel & Service VAL | Valcar-Travel & Service VAL | Valcar-Travel & Service VAL |
| --------------------------- | --------------------------- | --------------------------- |
| Num                         | Coureuse                    | Pos                         |
| 91                          | Ilaria Sanguineti (ITA)     | 20e                         |
| 92                          | Silvia Magri (ITA)          | 11e                         |
| 93                          | Eleonora Gasparrini (ITA)   | 17e                         |
| 94                          | Chiara Consonni (ITA)       | 3e                          |
| 95                          | Martina Alzini (ITA)        | 37e                         |
| 96                          | Elizabeth Stannard (AUS)    | 57e                         |

| Slovénie SLO | Slovénie SLO          | Slovénie SLO |
| ------------ | --------------------- | ------------ |
| Num          | Coureuse              | Pos          |
| 101          | Eugenia Bujak (route) | 4e           |
| 102          | Erika Jesenko         | AB           |
| 103          | Nina Pugelj           | AB           |
| 104          | Tjaša Sušnik          | 27e          |
| 105          | Lara Rajterič         | AB           |
| 106          | Ana Ahačič            | AB           |

| Centre mondial du cyclisme WCC | Centre mondial du cyclisme WCC   | Centre mondial du cyclisme WCC |
| ------------------------------ | -------------------------------- | ------------------------------ |
| Num                            | Coureuse                         | Pos                            |
| 111                            | Akvilė Gedraitytė (LTU)          | AB                             |
| 112                            | Anastasiya Kolesava (BLR)        | 22e                            |
| 113                            | Ayan Khankishiyeva (AZE) (route) | AB                             |
| 115                            | Frances Janse van Rensburg (RSA) | 15e                            |
| 116                            | Desiet Kidane (ERI)              | 53e                            |

| Breizh Ladies ___ | Breizh Ladies ___       | Breizh Ladies ___ |
| ----------------- | ----------------------- | ----------------- |
| Num               | Coureuse                | Pos               |
| 121               | Marie Camenen (FRA)     | 32e               |
| 122               | Maryanne Hinault (FRA)  | AB                |
| 123               | Loreleï Vachey (FRA)    | AB                |
| 124               | Laura Guegan (FRA)      | AB                |
| 126               | Chloé Charpentier (FRA) | 56e               |

| Elles-Groupama-Pays de la Loire ___ | Elles-Groupama-Pays de la Loire ___ | Elles-Groupama-Pays de la Loire ___ |
| ----------------------------------- | ----------------------------------- | ----------------------------------- |
| Num                                 | Coureuse                            | Pos                                 |
| 131                                 | Justine Gegu (FRA)                  | 49e                                 |
| 133                                 | Ysoline Corbineau (FRA)             | AB                                  |
| 134                                 | Noémie Garnier (FRA)                | AB                                  |
| 135                                 | Laurie Vezie (FRA)                  | AB                                  |

| St Michel-Auber 93 AUB | St Michel-Auber 93 AUB | St Michel-Auber 93 AUB |
| ---------------------- | ---------------------- | ---------------------- |
| Num                    | Coureuse               | Pos                    |
| 141                    | Sandrine Bideau (FRA)  | 24e                    |
| 142                    | Barbara Fonseca (FRA)  | 40e                    |
| 143                    | Margot Pompanon (FRA)  | 55e                    |
| 144                    | Valentine Fortin (FRA) | 2e                     |

| VC Morteau Montbenoit ___ | VC Morteau Montbenoit ___ | VC Morteau Montbenoit ___ |
| ------------------------- | ------------------------- | ------------------------- |
| Num                       | Coureuse                  | Pos                       |
| 151                       | Marine Allione (FRA)      | 29e                       |
| 152                       | Emeline Courtot (FRA)     | AB                        |
| 153                       | Marie Gielen (FRA)        | 16e                       |
| 154                       | Cécile Lejeune (FRA)      | AB                        |
| 155                       | Manon Plet (FRA)          | AB                        |
| 156                       | Laura Semon (FRA)         | AB                        |

| Torelli-Assure-Cayman Islands-Scimitar ___ | Torelli-Assure-Cayman Islands-Scimitar ___ | Torelli-Assure-Cayman Islands-Scimitar ___ |
| ------------------------------------------ | ------------------------------------------ | ------------------------------------------ |
| Num                                        | Coureuse                                   | Pos                                        |
| 161                                        | Nicole Coates (GBR)                        | 62e                                        |
| 162                                        | Amalie Winther Olsen                       | AB                                         |
| 163                                        | Fiona Schröder (GER)                       | 63e                                        |
| 164                                        | Gabriella Nordin (SWE)                     | AB                                         |
| 165                                        | Olivia Bentley (GBR)                       | 30e                                        |
| 166                                        | Charlotte Williams (GBR)                   | AB                                         |

| FDJ-Nouvelle Aquitaine-Futuroscope FDJ | FDJ-Nouvelle Aquitaine-Futuroscope FDJ | FDJ-Nouvelle Aquitaine-Futuroscope FDJ |
| -------------------------------------- | -------------------------------------- | -------------------------------------- |
| Num                                    | Coureuse                               | Pos                                    |
| 1                                      | Marta Cavalli (ITA)                    | 21e                                    |
| 2                                      | Stine Borgli (NOR)                     | 41e                                    |
| 3                                      | Maëlle Grossetête (FRA)                | 28e                                    |
| 4                                      | Marie Le Net (FRA)                     | 18e                                    |
| 5                                      | Cecilie Uttrup Ludwig (DEN)            | 9e                                     |
| 6                                      | Victorie Guilman (FRA)                 | 36e                                    |

| Liv Racing LIV | Liv Racing LIV              | Liv Racing LIV |
| -------------- | --------------------------- | -------------- |
| Num            | Coureuse                    | Pos            |
| 11             | Sofia Bertizzolo (ITA)      | 1re            |
| 14             | Lotte Kopecky (BEL) (route) | 7e             |
| 15             | Ayesha McGowan (USA)        | 51e            |
| 16             | Pauliena Rooijakkers (NED)  | 43e            |

| Movistar Team MOV | Movistar Team MOV         | Movistar Team MOV |
| ----------------- | ------------------------- | ----------------- |
| Num               | Coureuse                  | Pos               |
| 21                | Aude Biannic (FRA)        | 46e               |
| 22                | Jelena Erić (SRB) (route) | 48e               |
| 23                | Sheyla Gutiérrez (ESP)    | AB                |
| 24                | Paula Patiño (COL)        | 44e               |
| 25                | Gloria Rodríguez (ESP)    | 47e               |
| 26                | Alba Teruel (ESP)         | 45e               |

| Arkéa Pro Cycling Team ARK | Arkéa Pro Cycling Team ARK    | Arkéa Pro Cycling Team ARK |
| -------------------------- | ----------------------------- | -------------------------- |
| Num                        | Coureuse                      | Pos                        |
| 31                         | Pauline Allin (FRA)           | 35e                        |
| 32                         | Gladys Verhulst (FRA)         | 34e                        |
| 33                         | Lucie Jounier (FRA)           | 8e                         |
| 34                         | Typhaine Laurance (FRA)       | 50e                        |
| 35                         | Marie-Morgane Le Deunff (FRA) | 31e                        |

| Bepink BPK | Bepink BPK             | Bepink BPK |
| ---------- | ---------------------- | ---------- |
| Num        | Coureuse               | Pos        |
| 41         | Nadia Quagliotto (ITA) | 13e        |
| 42         | Silvia Valsecchi (ITA) | 59e        |
| 43         | Lara Crestanello (ITA) | AB         |
| 44         | Prisca Savi (ITA)      | 60e        |
| 45         | Silvia Zanardi (ITA)   | 6e         |
| 46         | Matilde Vitillo (ITA)  | 58e        |

| Macogep Tornatech MTG | Macogep Tornatech MTG   | Macogep Tornatech MTG |
| --------------------- | ----------------------- | --------------------- |
| Num                   | Coureuse                | Pos                   |
| 51                    | Morgane Coston (FRA)    | 23e                   |
| 52                    | Lucie Liboreau (FRA)    | 54e                   |
| 53                    | Balladyne Tritsch (FRA) | AB                    |
| 54                    | Cindy Pomares (FRA)     | 33e                   |
| 55                    | Andrea Martinez (MEX)   | 52e                   |

| NXTG Racing NXG | NXTG Racing NXG      | NXTG Racing NXG |
| --------------- | -------------------- | --------------- |
| Num             | Coureuse             | Pos             |
| 62              | Britt Knaven (BEL)   | 39e             |
| 63              | Charlotte Kool (NED) | 12e             |
| 64              | Ilse Pluimers (NED)  | 25e             |
| 65              | Maud Rijnbeek (NED)  | 26e             |
| 66              | Maureen Arens (NED)  | 38e             |

| Parkhotel Valkenburg PHV | Parkhotel Valkenburg PHV | Parkhotel Valkenburg PHV |
| ------------------------ | ------------------------ | ------------------------ |
| Num                      | Coureuse                 | Pos                      |
| 71                       | Nina Buysman (NED)       | 5e                       |
| 72                       | Marit Raaijmakers (NED)  | 19e                      |
| 73                       | Belle De Gast (NED)      | AB                       |
| 74                       | Lieke Nooijen (NED)      | 64e                      |
| 75                       | Sofie van Rooijen (NED)  | 42e                      |
| 76                       | Rachel Neylan (AUS)      | AB                       |

| Stade Rochelais Charente-Maritime CMW | Stade Rochelais Charente-Maritime CMW | Stade Rochelais Charente-Maritime CMW |
| ------------------------------------- | ------------------------------------- | ------------------------------------- |
| Num                                   | Coureuse                              | Pos                                   |
| 81                                    | Maëva Squiban (FRA)                   | 14e                                   |
| 83                                    | India Grangier (FRA)                  | 10e                                   |
| 84                                    | Coralie Demay (FRA)                   | 61e                                   |
| 85                                    | Noémie Abgrall (FRA)                  | AB                                    |

| Valcar-Travel & Service VAL | Valcar-Travel & Service VAL | Valcar-Travel & Service VAL |
| --------------------------- | --------------------------- | --------------------------- |
| Num                         | Coureuse                    | Pos                         |
| 91                          | Ilaria Sanguineti (ITA)     | 20e                         |
| 92                          | Silvia Magri (ITA)          | 11e                         |
| 93                          | Eleonora Gasparrini (ITA)   | 17e                         |
| 94                          | Chiara Consonni (ITA)       | 3e                          |
| 95                          | Martina Alzini (ITA)        | 37e                         |
| 96                          | Elizabeth Stannard (AUS)    | 57e                         |

| Slovénie SLO | Slovénie SLO          | Slovénie SLO |
| ------------ | --------------------- | ------------ |
| Num          | Coureuse              | Pos          |
| 101          | Eugenia Bujak (route) | 4e           |
| 102          | Erika Jesenko         | AB           |
| 103          | Nina Pugelj           | AB           |
| 104          | Tjaša Sušnik          | 27e          |
| 105          | Lara Rajterič         | AB           |
| 106          | Ana Ahačič            | AB           |

| Centre mondial du cyclisme WCC | Centre mondial du cyclisme WCC   | Centre mondial du cyclisme WCC |
| ------------------------------ | -------------------------------- | ------------------------------ |
| Num                            | Coureuse                         | Pos                            |
| 111                            | Akvilė Gedraitytė (LTU)          | AB                             |
| 112                            | Anastasiya Kolesava (BLR)        | 22e                            |
| 113                            | Ayan Khankishiyeva (AZE) (route) | AB                             |
| 115                            | Frances Janse van Rensburg (RSA) | 15e                            |
| 116                            | Desiet Kidane (ERI)              | 53e                            |

| Breizh Ladies ___ | Breizh Ladies ___       | Breizh Ladies ___ |
| ----------------- | ----------------------- | ----------------- |
| Num               | Coureuse                | Pos               |
| 121               | Marie Camenen (FRA)     | 32e               |
| 122               | Maryanne Hinault (FRA)  | AB                |
| 123               | Loreleï Vachey (FRA)    | AB                |
| 124               | Laura Guegan (FRA)      | AB                |
| 126               | Chloé Charpentier (FRA) | 56e               |

| Elles-Groupama-Pays de la Loire ___ | Elles-Groupama-Pays de la Loire ___ | Elles-Groupama-Pays de la Loire ___ |
| ----------------------------------- | ----------------------------------- | ----------------------------------- |
| Num                                 | Coureuse                            | Pos                                 |
| 131                                 | Justine Gegu (FRA)                  | 49e                                 |
| 133                                 | Ysoline Corbineau (FRA)             | AB                                  |
| 134                                 | Noémie Garnier (FRA)                | AB                                  |
| 135                                 | Laurie Vezie (FRA)                  | AB                                  |

| St Michel-Auber 93 AUB | St Michel-Auber 93 AUB | St Michel-Auber 93 AUB |
| ---------------------- | ---------------------- | ---------------------- |
| Num                    | Coureuse               | Pos                    |
| 141                    | Sandrine Bideau (FRA)  | 24e                    |
| 142                    | Barbara Fonseca (FRA)  | 40e                    |
| 143                    | Margot Pompanon (FRA)  | 55e                    |
| 144                    | Valentine Fortin (FRA) | 2e                     |

| VC Morteau Montbenoit ___ | VC Morteau Montbenoit ___ | VC Morteau Montbenoit ___ |
| ------------------------- | ------------------------- | ------------------------- |
| Num                       | Coureuse                  | Pos                       |
| 151                       | Marine Allione (FRA)      | 29e                       |
| 152                       | Emeline Courtot (FRA)     | AB                        |
| 153                       | Marie Gielen (FRA)        | 16e                       |
| 154                       | Cécile Lejeune (FRA)      | AB                        |
| 155                       | Manon Plet (FRA)          | AB                        |
| 156                       | Laura Semon (FRA)         | AB                        |

| Torelli-Assure-Cayman Islands-Scimitar ___ | Torelli-Assure-Cayman Islands-Scimitar ___ | Torelli-Assure-Cayman Islands-Scimitar ___ |
| ------------------------------------------ | ------------------------------------------ | ------------------------------------------ |
| Num                                        | Coureuse                                   | Pos                                        |
| 161                                        | Nicole Coates (GBR)                        | 62e                                        |
| 162                                        | Amalie Winther Olsen                       | AB                                         |
| 163                                        | Fiona Schröder (GER)                       | 63e                                        |
| 164                                        | Gabriella Nordin (SWE)                     | AB                                         |
| 165                                        | Olivia Bentley (GBR)                       | 30e                                        |
| 166                                        | Charlotte Williams (GBR)                   | AB                                         |